# Янга-Болгар
Янга-Болгар — село в Верхнеуслонском районе Татарстана. Входит в состав Октябрьского сельского поселения.

## География
Находится в западной части Татарстана на расстоянии приблизительно 13 км на юг-юго-запад по прямой от районного центра села Верхний Услон.

## История
Основано в начале 1920-х годов.

## Население
Постоянных жителей было в 1926 — 187, в 1938 — 157, в 1949 — 140, в 1958 — 145, в 1970 — 119, в 1979 — 112, в 1989 — 88. Постоянное население составляло 87 человек (татары 100 %) в 2002 году, 70 в 2010.